# Sava Medan
Sava Medan (* 1964 in Belgrad) ist ein serbischer Jazzmusiker (Kontrabass).

## Leben und Wirken
Medan erhielt mit zwölf Jahren ersten Klavierunterricht; mit 17 Jahren wechselte er zum Kontrabass. Ab 1984 war er als Jazzmusiker in Belgrad tätig; 1985 war er am Album der Gruppe Bajaga i Instruktori beteiligt. Dann gehörte er zum Trio des Pianisten Vlajko Lalić und arbeitete mit Chet Baker, Kenny Wheeler und Andy Bey. Während des Studiums an der Universität für Musik und darstellende Kunst arbeitete er in der Gruppe von Luisa Celentano (Weaver of Dreams). Seit 2001 war er Mitglied im Trio von Christian Elsässer, mit dem mehrere Alben entstanden. Weiterhin gehörte er zum Quartett von Klaus Graf, zum Julian & Roman Wasserfuhr Quartet, im Trio von Marc Schmolling, zum Trio von Thomas Faist (mit Helmut Nieberle) und zur Combo von Joe Kienemann. In München trat er 2006 zudem mit Carolyn Breuer auf sowie 2008 beim Münchner Jazzfest im Duo mit Kathrin Pechlof. Weiterhin gehörte er zu Azhar Kamals Quartett Espexp, mit dem er 2011 das Album Flora & Fauna bei Enja veröffentlichte.
Medan lebt heute in Paris; dort arbeitete er mit Bojan Z und mit Isabelle Gueldry sowie im Duo und Trio mit der französischen Sängerin Liv Monaghan, mit der mehrere EPs und Alben entstanden. Er ist auch auf Alben von Fjoralba Turku und Ralf-Peter Fuchs (Dance in the Haze) zu hören.